# فرودگاه واکانای، هوکایدو
فرودگاه واکانای، هوکایدو (به انگلیسی: Wakkanai Airport) یک فرودگاه همگانی با کد یاتا WKJ است که یک باند فرود آسفالت دارد و طول باند آن ۲۲۰۰ متر است. این فرودگاه در کشور ژاپن قرار دارد .

## شرکت‌های هواپیمایی و مقصدهای پروازی
| شرکت‌های هواپیمایی                   | مقصدهای پروازی |
| ----------------------------------- | -------------- |
| آل نیپون ایرویز                     | هانه‌دا         |
| آل نیپون ایرویز اجرا توسط ANA Wings | نیو چیتوز      |